# Fredericka Mandelbaum
Fredericka " Marm " Mandelbaum (25 de marzo de 1825 - 26 de febrero de 1894)    operó como perista y cómplice para muchas de las bandas callejeras y criminales del submundo de Nueva York, manejando entre 1 y 5 millones de dólares en bienes robados entre 1862 y 1884. Al igual que su principal rival John D. Grady y su banda, también se convirtió en matriarca de los bajos fondos de la ciudad y estuvo involucrada en la financiación y organización de numerosos robos y otras operaciones criminales durante la época posterior a la Guerra de Secesión.  Junto con George Leonidas Leslie, estuvo implicada en el robo del Ocean National Bank en 1869 y en el robo del Manhattan Savings Institution en 1878.

## Vida y carrera

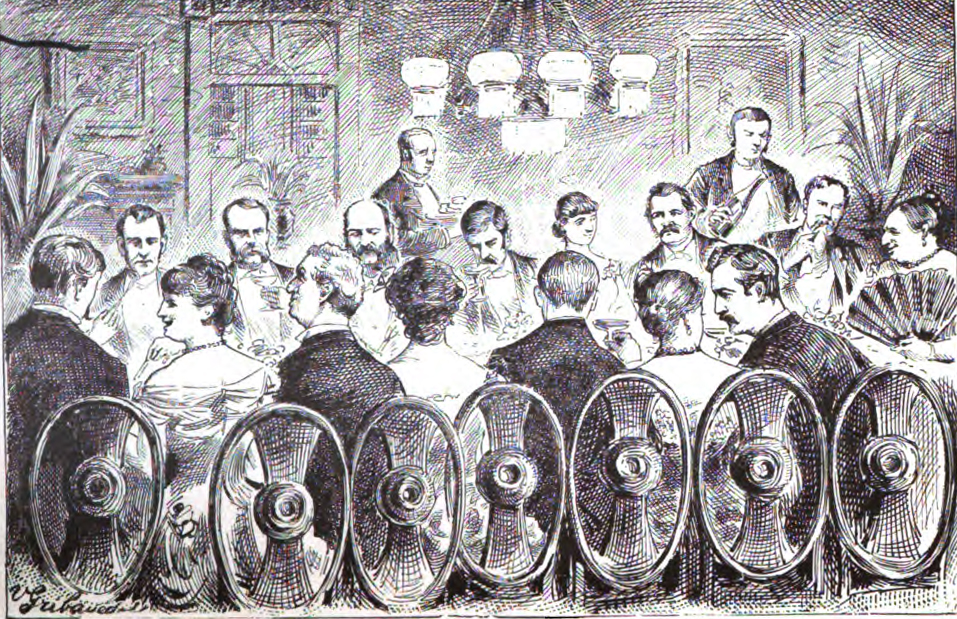
Una cena típica organizada por Mandelbaum, en el extremo derecha, y su "círculo íntimo", siguiendo la etiqueta de la alta sociedad.

Mandelbaum nació como Friederike Weisner en la ciudad de Kassel, Alemania. No se sabe mucho de sus primeros años de vida, excepto que su familia era judía. Se casó con Wolfe Mandelbaum en 1848; trabajaron como vendedores ambulantes en Alemania antes de emigrar a los Estados Unidos en 1850. 
Cuando el matrimonio llegó a Nueva York, comenzaron una serie de pequeños negocios, recogiendo productos recolectados por buscadores de basura y revendiéndolos. La pareja compró una mercería y colmado en Clinton Street, pero en 1854, el negocio funcionaba como fachada para las operaciones delictivas de los Mandelbaum (más tarde ella necesitaría almacenar mercancías en dos almacenes muy grandes de la ciudad). Mandelbaum comenzó a financiar a ladrones y asaltantes y participó en la planificación de algunos de los robos más grandes en la historia de la ciudad, incluido el del Ocean National Bank.  Ampliando sus operaciones, controló varias bandas de chantajistas y estafadores, así como una escuela, conocida como Marm's Grand Street School, para reclutar y enseñar a jóvenes delincuentes cómo robar.  También fue una de las principales competidoras de la banda Grady.
Según el inspector de policía Thomas Byrnes en su libro de 1886 Professional Criminals of America, los asociados conocidos de Mandelbaum incluían al "ladrón" Michael Kurtz ("un judío. Nacido en los Estados Unidos"), el "carterista" Abraham Greenthal ("judío, nacido en Polonia"), la "carterista, fugitiva y ladrona de tiendas" Mary Hollbrook ("nacida en Irlanda"), y la "carterista y chantajista" Sophie Levy (o Lyons), a menudo llamada la protegida especial de Mandelbaum. Se decía que Mandelbaum era leal a sus socios delincuentes. El jefe de policía George W. Walling escribió: “Se ganó la reputación de ser una mujer de negocios cuya honestidad en asuntos criminales era absoluta”, mientras que el obituario del The New York Times señaló: “su éxito se debió en gran medida a su amistad y lealtad hacia los ladrones con los que hacía negocios. Nunca traicionó a sus clientes y, cuando se metían en problemas, les conseguía la libertad bajo fianza y se hacía amiga de ellos en la medida de sus posibilidades”. Durante treinta años, operó su negocio con impunidad, mientras Walling destacaba su amplia influencia e ingenio para ayudar a los delincuentes. Gran parte de lo que se sabe sobre Mandelbaum proviene de Recuerdos de un jefe de policía de Nueva York de Walling de 1887 y las memorias de Sophie Lyons de 1913, Por qué el crimen no paga, que detallan las operaciones de Mandelbaum, incluido un montaplatos oculto para bienes robados.  Era conocida por sobornar y pagar meticulosamente a policías, políticos locales y jueces. 
Mandelbaum también se convirtió en una de las anfitrionas más destacadas de la alta sociedad de Nueva York, así como del submundo, socializando regularmente con algunos de los delincuentes más conocidos de la época, entre ellos Queen Liz, Big Mary, "Black" Lena Kleinschmidt, Adam Worth, Sophie Lyons y George Leonidas Leslie, así como jueces y funcionarios de policía.
Los artículos preferidos de Mandelbaum eran rollos de seda y diamantes, que podía adquirir a bajo precio y vender con una ganancia significativa. Sin embargo, ella aceptaba cualquier cosa de valor. “Tras el gran incendio de Chicago, alguien se presentó en su mercería con un rebaño de cabras que había robado durante el incendio, y ella se las llevó”, cuenta J. North Conway, autor de Queen of Thieves: The True Story of 'Marm' Mandelbaum and Her Gangs of New York. 
La notoriedad de Mandelbaum la colocó frecuentemente en el ojo público. Su creciente infamia dio lugar a numerosas menciones y citas en los periódicos, y su ostentosa exhibición de riqueza la convirtió en un personaje notable y reconocible. Era una mujer muy grande y corpulenta, medía 1,80 m y se decía que pesaba entre 90 y 120 kg, lo que le daba una presencia física imponente.  Mandelbaum solía adornarse con abundantes joyas valoradas en 40.000 dólares y vestirse con materiales lujosos como seda, plumas de avestruz y piel de foca, lo que la hacía "difícil de pasar por alto". 

## Detención
En 1884, el nuevo fiscal de distrito de la ciudad de Nueva York, Peter B. Olney, descrito por The New York Times como "una persona excéntrica que honestamente quiere cumplir con su deber y hacer cumplir las leyes", decidió actuar contra Mandelbaum. En lugar de confiar en la fuerza policial de la ciudad, a la que Mandelbaum había estado sobornando durante décadas, contrató a la Agencia de Detectives Pinkerton, para llevar a cabo una operación encubierta. 
El detective de Pinkerton, Gustav Frank, utilizando el seudónimo de Stein, se infiltró en su círculo íntimo. Finalmente le compró sedas "marcadas". Su arresto en julio y el caso subsiguiente recibieron una amplia cobertura de los principales periódicos neoyorquinos, intrigados por la caída de una delincuente tan notoria. El uso de detectives de Pinkerton provocó cierta fricción entre la oficina del fiscal de distrito y el inspector de policía de la ciudad. 
En el momento de su arresto, Mandelbaum contaba con los abogados William F. Howe y Abraham Hummel contratados por 5.000 dólares al año. Howe y Hummel defendieron su inocencia e intentaron desacreditar a Gustav Frank, dando a entender que era un delincuente. La fianza se fijó en $10,000 ($2,000 por cada uno de los cinco cargos). A pesar de la vigilancia permanente de los detectives de Pinkerton, Mandelbaum no se presentó ante el tribunal el 4 de diciembre. El The New York Times describió la escena: “El fiscal de distrito Olney estaba sentado, severamente imponente… El señor Howe estaba regordete, sereno y ponderosamente elegante… “¡Frederika Mandelbaum!”… Las palabras parecían flotar sobre las cabezas de los comerciantes y perderse. No hubo respuesta. Reinó un silencio sepulcral… Luego se escuchó un pequeño sonido de algo parecido a la decepción en el tribunal, y el abogado Howe se puso de pie. “Los acusados no están aquí, señoría”. 

## Vida posterior y muerte
Al día siguiente, la prensa neoyorquina localizó a Mandelbaum en Canadá. En ese momento no había un tratado de extradición entre Canadá y los Estados Unidos, por lo que vivió el resto de sus años allí, a pesar de expresar su pesar por haber dejado Nueva York, y una vez le dijo a un periodista: "Lamento haberme ido de Nueva York, debería haber asumido las consecuencias". 
Mandelbaum murió en 1894. Su muerte generó otra oleada de titulares, con algunos informes que sugerían que en realidad no estaba muerta y que su ataúd contenía piedras. Otras fuentes informaron que en el cementerio durante el sepelio, varios asistentes sufrieron el hurto de sus bolsillos. 

## Imagen pública
En la prensa de Nueva York, Mandelbaum fue apodada "Mother" Mandelbaum. Los orígenes de este apodo son especulativos. La prensa puede haber encontrado irónica la denominación de “madre” de una mujer, a menudo descrita con matices antisemitas como “una judía alemana de rasgos grandes y toscos, de apariencia casi masculina, ojos negros inquietos y tez oscura y rubicunda”. Otras explicaciones incluyen su naturaleza protectora hacia los delincuentes y su papel como madre devota de sus cuatro hijos.  Se ha descrito a Mandelbaum como "una especie de antiheroína popular, que se gana la admiración a regañadientes de sus enemigos". 
El Brooklyn Daily Eagle describió a Mandelbaum, con cierta ironía, como "una receptora de bienes robados muy respetable y filantrópica en Nueva York". 

## En la literatura
Mandelbaum es el tema del libro de J. North Conway de 2014 Queen of Thieves: The True Story of “Marm” Mandelbaum and Her Gangs of New York,  así como del libro de Margalit Fox The Talented Mrs. Mandelbaum: The Rise and Fall of an American Organized-Crime Boss, publicado en 2024.